# Spit (Antarktika)
Der Spit (englisch für Landzunge oder Landspitze) ist eine Landspitze an der Pennell-Küste des ostantarktischen Viktorialands. Am nordwestlichen Ende der Adare-Halbinsel markiert sie am Ridley Beach die Trennung zwischen dem North Beach und dem South Beach. 
Die Nordgruppe um Victor Campbell benannte sie im Zuge der Terra-Nova-Expedition (1910–1913) unter der Leitung des britischen Polarforschers Robert Falcon Scott.